# 烏利奇涅
49°13′55″N 23°38′12″E / 49.23194°N 23.63667°E
烏利奇涅（烏克蘭語：Уличне），是烏克蘭的村落，位於該國西部利沃夫州，由德羅霍貝奇區負責管轄，始建於1445年，面積37.15平方公里，2001年人口3,856，人口密度每平方公里103.8人。